# لكمة الجعفرة

تعديل مصدري - تعديل

'لكمة الجعفرة هي إحدى قرى عزلة القارة بمديرية رصد التابعة لمحافظة أبين، بلغ تعداد سكانها 28 نسمة حسب تعداد اليمن لعام 2004.